# Schreibdruck
Unter Schreibdruck versteht man allgemein den physikalischen Druck, den ein Schreibgerät zum Zeitpunkt der Erzeugung einer Schrift auf dem Schriftträger erzeugt, um mit Hilfe eines geeigneten Schreibmittels eine erkennbare, bleibende Schreibspur zu hinterlassen.
Insbesondere bei Handschriften lässt sich der Schreibdruck als weitgehend von anderen Merkmalen unabhängiges Merkmal entweder direkt während des Schreibens oder nachträglich an sekundären Merkmalen wie zum Beispiel der Strichbreite, dem Einfärbungsgrad oder der Kerbtiefe bestimmen. Der Schreibdruck wird unter den Michelschen Grundkomponenten von Handschriften als zweite Grundkomponente genannt.

## Ausprägungen
Man unterscheidet bei Handschriften den durchschnittlichen Schreibdruck eines Bewegungselements, eines Wortes oder einer größeren Textpassage einerseits und andererseits die mit der fortschreitenden Schreibspur veränderliche Schreibdruckverlaufsdynamik. Insbesondere die Ausprägung der Schreibdruckverlaufsdynamik wird als wertstarkes Kriterium bei der Entscheidung der Frage der Echtheit einer (Unter)Schrift oder der Urheberidentität angesehen.

## Bestimmungs- und Dokumentationsmethoden
Eine einfache Methode, die Schreibdruckverlaufsdynamik bei Schriften auf Papier zu dokumentieren, besteht darin, den Schriftträger rückseitig unter Streiflicht zu fotografieren.